# Compañía Policía Militar 601
La Compañía Policía Militar 601 (Ca PM 601) es la única subunidad de policía militar del Ejército Argentino cuyos fines son de seguridad y protección. Tiene su asiento en la Guarnición de Ejército «Campo de Mayo», provincia de Buenos Aires. Se encuentra a cargo del cumplimiento de la ley en las propiedades militares y en temas que conciernen al personal militar, seguridad de las instalaciones, gestión de los prisioneros de guerra, control de tráfico y señalización de rutas del Ejército.

## Tareas y características

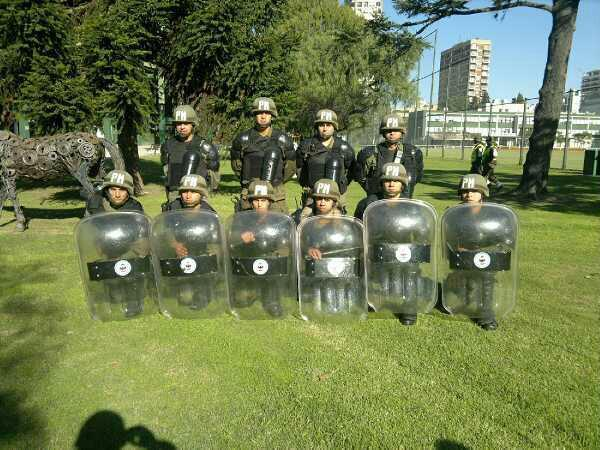
Sección Antidisturbios.

La Compañía Policía Militar 601 cumple funciones tales como: disciplina, custodia y seguridad en el teatro de operaciones, búsqueda de infiltrados y de dispersos, pericias e investigaciones, etc. En guarnición de paz cumple también las funciones de brindar seguridad a las instalaciones militares, prevenir hechos delictivos, mantener el orden y la disciplina dentro de las instalaciones a su cargo, brindar protección al personal, control de multitudes y disturbios, regulación de tráfico, patrullas de reconocimiento. Se muestra normalmente con un casco con las siglas PM y un brazalete con el símbolo y lema de la unidad. 
En el año 1979, egresan los primeros oficiales del escalafón Seguridad y Servicios, instruidos especialmente como Tropa Técnica, pudiendo ser destinados entre otros destinos, a las siguientes compañías de Policía Militar : Compañía de Policía Militar 101 (Ca PM 101), Ca PM 121, Ca PM 122, Ca PM 141; Ca PM 161, Ca PM 181, Ca PM 201. Este escalafón fue disuelto a principios de la década de 1990, aunque todas las compañías de Policía Militar habían sido dadas de baja en 1986. Después de 17 años, en 2003 se crea una Compañía de Policía Militar, la Ca PM 601, manteniendo la característica de Tropa Técnica, pero integrada por cuadros de las distintas armas y no por personal del escalafón de Seguridad y Servicios a quienes se los identifica por el emblema de dos pistolones cruzados que portan en las solapas del uniforme de diario y el ribete de color amarillo en las charreteras.

## Equipamiento

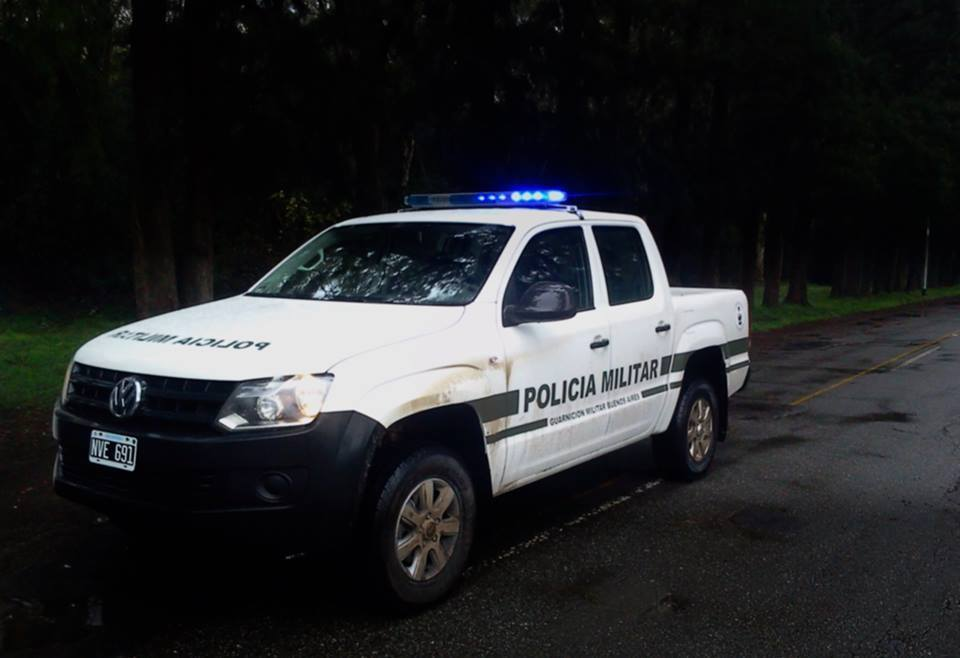
Camioneta patrulla Volkswagen Amarok

- FN FAL 7,62 mm
- Browning GP-35 9 mm
- Mossberg 500
- Mercedes-Benz MB 230 G
- Volkswagen Amarok
- Ford Ranger
- Mercedes-Benz Unimog
- Honda Tornado